# Риуге Суур'ярв
Риуге-Суур'ярв (ест. Rõuge Suurjärv — «Велике Риузьке озеро») — прісноводне озеро на південному сході Естонії. Розташовано у волості Риуге повіту Вирумаа, на північний захід від височини Хаанья.
Найглибше озеро Естонії (38 м). Площа становить 13,5 га. Живлення джерельне.
Є популярним місцем відпочинку. На березі озера, в селищі Риуге — церква Святої Марії (XVIII століття). Неподалік розташовуються руїни городища Риуге (VI–XI) століть.
| Естонія | Це незавершена стаття з географії Естонії. Ви можете допомогти проєкту, виправивши або дописавши її. |

1. 1 2  Реєстр довкілля Естонії